# 朱志伟 (作家)
朱志偉（1935年—），湖北仙桃人。中國作家。歷任軍委防竅事令部幹部培訓隊副區隊長，新疆部隊文化幹事、助理員，塔影文學社主編，《工商經濟晚報》文藝副刊主編，延安子長中學教師，湖北仙桃中學教師、教研組長，武漢工業學院副教授、教授、教研室主任。湖北省高校大學文學研究會副會長。
1950年參加解放軍，並開始發表作品。1958年畢業於陝西師範學院中文系。1998年加入中國作家協會。

## 主要作品

### 詩歌
- 《遲歸》
- 《綠州贊》
- 《牧羊戰士》
- 《銀色的長帶》
- 《木工的手》
- 《永遠堅守在山崗上》
- 《爬犁子套好了》
- 《地窩子頌》
- 《對客豪語》
- 《克蘭河》
- 《迎著列車的長笛》
- 《哈薩克姑娘》
- 《夜歌》
- 《阿勒泰城》
- 《朱志偉的詩》

### 散文
- 《緊緊地跟著毛澤東》
- 《徜徉太陽島》
- 《西塞山采詩》
- 《陝北風致》
- 《西北風》
- 《長江風韻》
- 《阿勒泰組畫》

### 文學評論
- 《新詩潮的崛起與退落》
- 《當代詩壇流風一議》